# Loxodocus oppositus
Loxodocus oppositus là một loài tò vò trong họ Ichneumonidae.